# Il ritorno all'isola misteriosa
Il ritorno all'isola misteriosa è un videogioco d'avventura pubblicato nel 2004 per Microsoft Windows. Nel 2009 è stato pubblicato anche un sequel dal titolo Il ritorno all'isola misteriosa 2.

## Trama
In questo punta e clicca si controlla Mina, una coraggiosa ragazza che cerca di battere il record di circumnavigazione della terra in barca a vela. Sfortunatamente però nel bel mezzo dell'Oceano Pacifico Mina si trova coinvolta in una tempesta e naufraga su un'isola deserta. Dopo essersi ripresa la nostra eroina inizia ad esplorare l'isola e scopre che si tratta della famosa isola Lincoln di cui scrisse Jules Verne nel suo romanzo L'isola misteriosa. Infatti sull'isola si trovano i resti delle costruzioni e delle invenzioni dei protagonisti del romanzo di Verne non che i resti del capitano Nemo e del Nautilus. Così Mina basandosi sulle sue conoscenze, sulla collaborazione della scimmia Jep e sul nostro aiuto dovrà riuscire a sopravvivere su quest'isola selvaggia e fare ritorno alla civiltà.

## Modalità di gioco
Per quanto riguarda la giocabilità è una classica avventura grafica con avanzamento punta e clicca. L'inventario si richiama col tasto destro del mouse. Come in altri giochi della Adventure company (ricordiamo Viaggio al centro della Luna), gli oggetti appena raccolti si posizionano in alto a destra della schermata dell'inventario dove si possono utilizzare subito o sistemarli negli altri numerosi slot. Si possono combinare più oggetti tra loro per ricavarne armi, esche, sostanze chimiche, ecc: basta sovrapporre un oggetto all'altro e se la combinazione è giusta si vedono gli oggetti come in un'addizione matematica con un "=" alla fine dove risulterà l'oggetto creato.
Per risolvere la maggior parte degli enigmi è necessario combinare oggetti dell'inventario per crearne di nuovi e avanzare nel gioco. Sono presenti anche alcuni puzzle da risolvere per aprire porte. Non ci sono enigmi con tempo limitato. Si può morire infinite volte, nel momento in cui dovesse accadere si riprende dallo stesso punto.

## Grafica e audio
Le schermate sono a 360º con classico avanzamento "punta e clicca". Ovviamente l'ambientazione riguarda perlopiù paesaggi naturali: l'ambiente marino, la spiaggia, le costruzioni dei precedenti naufraghi, le piante e gli animali presenti in molte specie e gli interni della Casa di Granito e del Nautilus. Gli sfondi sono molto animati con piante e animali in movimento, increspatura dell'acqua ecc.
Per quanto riguarda il sonoro si tratta più che altro di rumori naturali (fruscio delle foglie, ronzio di insetti...) accompagnati ogni tanto da qualche commento anche umoristico di Mina e da alcune musiche di sottofondo.

## Collegamenti
- Adventure company Archiviato il 10 gennaio 2011 in Internet Archive.: editore
- Return To Mysterious Island: sito ufficiale